# Pojken som överlevde
Pojken som överlevde (original "A Man Named Dave") är den tredje och sista delen i Dave Pelzers trilogi. I denna bok skriver Dave om tiden då han blev misshandlad, men också om hur han växer upp och blir äldre. Han försöker komma över sina hemska minnen och publicera boken om sitt liv. 
Tidigare delar är Pojken som kallades Det och Pojken som inte fanns.